# 陂諾皮帕·帕塔納汕他儂
陂諾皮帕·帕塔納汕他儂（1996年3月13日—），汉名余宗翰，小名Plustor，泰國男演員。
他在中文地區的粉絲間，有直譯小名Plustor為「阿加」的外號。

## 簡歷
陂諾皮帕·帕塔納汕他儂於1996年3月生於泰國東北的孔敬府，並在當地長大。他在的Muang Phon Phitthayakhom學校及孔敬Wittayayon學校畢業後，前往曼谷就讀大學，並在曼谷大學傳達藝術系畢業。
其後，他在2016年加入GMMTV，並以出演電視劇《Med in Love》（2017年）、《我親愛的失敗者之十七歲的你我》（2017年）及《朋友界限》（2018年）獲得關注。2020年，他在拍畢《朋友界限2：危險領域》後離開GMMTV。
由於部分人認為他的外貌與台灣演員柯震東相似，因此部分中文媒體在報導他時會採用「泰國柯震東」的稱號。

## 影視作品

### 電視劇
| 年份   | 劇名                                     | 角色        | 备注     |
| ------ | ---------------------------------------- | ----------- | -------- |
| 2016年 | 愛不單行                                 | Shang       | 配角     |
| 2016年 | 王子學院之紳士獸醫                       | Lorthep     | 配角     |
| 2017年 | 爱在医学院                               | Torphong    | 主角     |
| 2017年 | 情歌爱系列之小船应该从岸边出发           | Khrep       | 配角     |
| 2017年 | 我親愛的失敗者 – 十七歲的你我            | Copper      | 主角     |
| 2017年 | Love Songs Love Stories: Secret & Summer | Point       | 配角     |
| 2018年 | 生日快樂                                 | Tee（青年） | 配角     |
| 2018年 | 朋友界限                                 | Stud        | 主角     |
| 2019年 | 金鍊花開聲遠揚                           | Khumron     | 配角     |
| 2019年 | 三人沉浮                                 | 護士        | 特別出演 |
| 2019年 | Heha Mia Navy                            |             | 配角     |
| 2020年 | 天使在身邊                               | 守護天使    | 特別出演 |
| 2020年 | 朋友界限2：危險領域                      | Stud        | 主角     |
| 2022年 | 魅力遊戲4：Thanon Sai Saneha             | Phat        | 單元主角 |
| 2022年 | Check Out                                |             |          |
| 2022年 | 609 Bedtime Story                        | Wee         | 配角     |

## 外部連結
- 陂諾皮帕·帕塔納汕他儂的Instagram帳戶
- 陂諾皮帕·帕塔納汕他儂的Instagram帳戶